# Euphasiopteryx ochracea
Euphasiopteryx ochracea – gatunek muchówki z podrzędu krótkoczułkich i rodziny rączycowatych.

## Taksonomia
Gatunek opisany został w 1889 roku przez Jacques’a Marie Frangile'a Bigota.

## Biologia
Muchówka ta wykazuje fonotaksję w stosunku do śpiewu prostoskrzydłych z rodzaju Scapteriscus, w tym S. acletus, a także w stosunku do Gryllus integer. Samice składają na ich ciele larwy, które następnie żywią się prostoskrzydłym.

## Rozprzestrzenienie
Gatunek neotropikalny i nearktyczny, wykazany m.in.  z Paragwaju, brazylijskiego stanu Pará i Stanów Zjednoczonych.